# Каприате-Сан-Джервазио
Каприате-Сан-Джервазио (итал. Capriate San Gervasio) — коммуна в Италии, находится в регионе Ломбардия, подчиняется административному центру Бергамо.
Население составляет 7257 человек, плотность населения составляет 1451 чел./км². Занимает площадь 5,83 км². Почтовый индекс — 24042, 24040. Телефонный код — 02.
Покровителем коммуны почитается святой Александр Бергамский. Праздник ежегодно празднуется 26 августа.
Соседние общины: Боттануко, Брембате, Филаго, Каноника-д'Адда, Треццо-д'Адда, Ваприо-д'Адда.